# Тарапатинское сельское поселение
Тарапатинское се́льское поселе́ние  — муниципальное образование в составе Жирновского района Волгоградской области России.
Административный центр — село Тарапатино.

## История
Тарапатинское сельское поселение образовано 21 февраля 2005 года в соответствии с Законом Волгоградской области № 1009-ОД. Законом Волгоградской области № 71-ОД от 10 октября 2023 года Тарапатинское сельское поселение объединено с Меловатским сельским поселением с названем Меловатское сельское поселение.

## Население
| 2010 | 2012 | 2013 | 2014 | 2015 | 2016 | 2017 |
| ---- | ---- | ---- | ---- | ---- | ---- | ---- |
| 324  | ↘315 | ↘300 | ↘297 | ↘296 | ↘292 | ↗294 |
| 2018 | 2019 | 2020 | 2021 |      |      |      |
| ↘288 | ↘270 | ↘268 | ↘261 |      |      |      |

## Состав сельского поселения
| № | Населённый пункт | Тип населённого пункта       | Население |
| - | ---------------- | ---------------------------- | --------- |
| 1 | Тарапатино       | село, административный центр | ↘261      |